# Đorđe Balašević

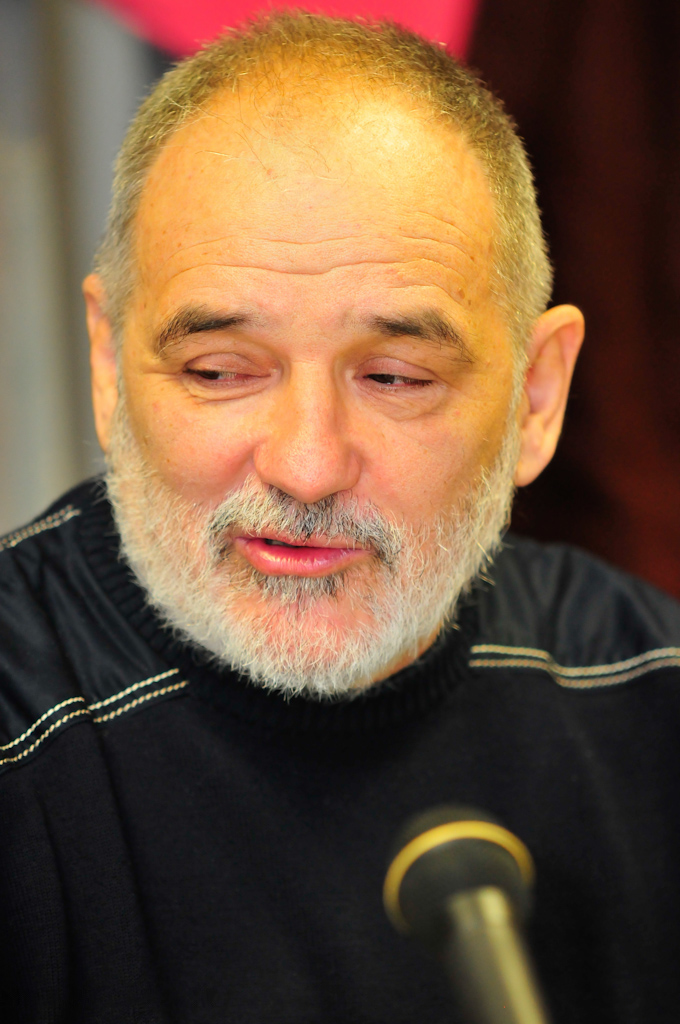
Đorđe Balašević (2010)

Đorđe Balašević (serbisch-kyrillisch Ђорђе Балашевић; * 11. Mai 1953 in Novi Sad, FVR Jugoslawien; † 19. Februar 2021 ebenda) war ein jugoslawischer bzw. serbischer Liedermacher und Schriftsteller.

## Karriere
Nach Mitgliedschaft in den Bands Žetva (deutsch Ernte) und Rani mraz (deutsch Früher Frost) startete er Anfang der 1980er Jahre seine Solokarriere.
Balaševićs Liedtexte reichen von Liebesliedern über humoristische bis hin zu politischen Inhalten. Während „Računajte na nas“ (Rechnet mit uns, 1978) zum Engagement innerhalb des von ihm grundsätzlich befürworteten politischen Systems Jugoslawiens aufrief (die Band Pankrti reagierte darauf mit dem Lied „Ne računajte na nas“ (Rechnet nicht mit uns)), warnte er in „Samo da rata ne bude“ (Nur dass es keinen Krieg gibt, 1987) vor einem möglichen Krieg und kritisierte in „Bluz za braću Slovence“ (Blues für die slowenischen Brüder, 1991) die Unabhängigkeitsbestrebungen Sloweniens. Sowohl in seinen Liedern als auch in Interviews kritisierte Balašević die Nationalisten in allen jugoslawischen Teilrepubliken bzw. Nachfolgestaaten. Im Jahre 2000 beteiligte er sich an den Protesten gegen Slobodan Milošević, die zu dessen Sturz führten.
Zu seinen erfolgreichsten Songs gehört z. B. die mit der Band Žetva aufgenommene Single „U razdeljak te ljubim“ (Ich küsse deinen Scheitel), die sich in Jugoslawien 180.000 Mal verkaufte. Andere von ihm komponierte und gesungene Lieder wie „Priča o Vasi Ladačkom“ (Die Geschichte über Vasa Ladački), „Lepa protina kći“ (Des Pfarrers schöne Tochter), „Pesma o jednom petlu“ (Lied über einen Hahn) u. a. sind fest in die serbische und jugoslawische Musikgeschichte eingegangen. Einige seiner Lieder, wie zum Beispiel das populäre „Tri put sam video Tita“ (3-mal hab ich Tito gesehen), werden als jugoslawisch-nostalgisch eingeordnet.
Musikalisch orientierte er sich u. a. an französischen und italienischen Chansons und machte den Begriff Kantautor (vom italienischen Cantautore) im ehemaligen Jugoslawien populär. Er komponierte zwei Alben, die fast ausschließlich mit akustischen Instrumenten aufgenommen wurden und die stark durch die Volksmusik der Vojvodina inspiriert sind.
Balašević schrieb unter anderem zwei Romane, die von der Kritik gut aufgenommen wurden, und führte Regie bei seinem Film „Kao rani mraz“ („Wie ein früher Frost“). Er war verheiratet und hatte zwei Töchter und einen Sohn.
Er starb im Februar 2021 im Alter von 67 Jahren in einem Krankenhaus in Novi Sad, wo er wegen einer COVID-19-Erkrankung behandelt worden war.

## Diskografie

### Alben
- 1982: Pub
- 1983: Celovečernji The Kid
- 1985: 003
- 1986: Bezdan
- 1988: Panta Rei
- 1989: Tri Posleratna Druga
- 1991: Marim Ja
- 1993: Jedan Od Onih Života
- 1996: Naposletku
- 2000: Devedesete
- 2001: Dnevnik Starog Momka
- 2004: Rani Mraz

### Singles (Auswahl)
| - 1983: Svirajte Mi Jesen Stiže Dunjo Moja - 1985: Olivera - 1986: Ne lomite mi bagrenje - 1986: Ne Volim Januar - 1989: Devojka Sa Čardaš Nogama - 1989: Još Jedna Pesma O Maloj Garavoj - 1989: Ćaletova pesma - 1989: D-Moll - 1991: Ringišpil - 1991: Olelole | - 1991: Slabo divanim mađarski - 1993: Ja luzer? - 1993: Provincijalka - 1996: Namćor - 1996: Sin jedinac - 2000: Nedostaje mi naša ljubav - 2001: Ljerka - 2001: Otilia - 2001: Anđela - 2004: Bože, Bože |